# ディノ・トップメラー
ディノ・ニコラス・トップメラー（Dino Nicolas Toppmöller、1980年11月23日 - ）は、ドイツ・ヴァーダーン出身の元サッカー選手、現サッカー指導者。現役時代のポジションはMF、FW。2023年よりアイントラハト・フランクフルトの監督を務めている。

## 経歴
現役時代は主にブンデスリーガ2部のクラブで活躍し、2部通算128試合20得点という記録を残した。
アマチュアクラブであったSVメーリングに選手として在籍していた時から選手兼監督として指導者の道を歩み始め、2020年8月にUEFAプロライセンスを取得した。2020-21シーズン開幕前にユリアン・ナーゲルスマンのアシスタントコーチとしてRBライプツィヒのフロントスタッフ入りし、FCバイエルン・ミュンヘンでも同職に就いた。
2023年6月12日、アイントラハト・フランクフルトの監督に就任し、3年契約を結んだ。

## 人物
実父は1990年代から2000年代前半にかけて国内のクラブを率いたクラウス・トップメラー。